# Michelangelo Antonioni
Michelangelo Antonioni Cavaliere di Gran Croce OMRI (/ænˌtoʊniˈoʊni/, tiếng Ý: [mikeˈlandʒelo antoˈnjoːni]; 29 tháng 9 năm 1912   - 30 tháng 7 năm 2007), là một đạo diễn phim, nhà biên kịch, biên tập viên, họa sĩ và tác giả truyện ngắn người Ý. Ông được biết đến với "bộ ba phim của ông về hiện đại và bất mãn " - L'Avventura (1960), La Notte (1961), và L'Eclisse (1962) - cũng như những bộ phim nói tiếng Anh Blowup (1966) và The Passenger (1975). Các bộ phim của ông đã được mô tả là "những mảnh tâm trạng khó hiểu và phức tạp" có cốt truyện khó nắm bắt, hình ảnh nổi bật và mối bận tâm với phong cảnh hiện đại. Tác phẩm của ông sẽ ảnh hưởng đáng kể đến các bộ phim nghệ thuật tiếp theo.
Antonioni đã nhận được nhiều giải thưởng và đề cử trong suốt sự nghiệp của mình, bao gồm Giải thưởng của Ban giám khảo Liên hoan phim Cannes (1960, 1962), Palme d'Or (1966) và Giải thưởng kỷ niệm 35 năm (1982); Liên hoan phim Venice Sư tử bạc (1955), Sư tử vàng (1964), Giải thưởng FIPRESCI (1964, 1995), và Giải thưởng Pietro Bianchi (1998); Quốc Syndicate Ý của phim Nhà báo Bạc Ribbon tám lần; và một Giải Oscar danh dự năm 1995. Ông là một trong ba đạo diễn đã giành được giải Cành cọ vàng, Sư tử vàng và Gấu vàng, và là đạo diễn duy nhất giành được ba giải này và giải Báo vàng.